# James P. Hogan (regizor)
James Patrick Hogan (n. 21 septembrie 1890, Lowell, Massachusetts, SUA – d. 4 noiembrie 1943, North Hollywood, California, SUA) a fost un regizor american.  

## Filmografie
- The Skywayman (1920)
- The Little Grey Mouse (1920)
- Bare Knuckles (1921)
- Where's My Wandering Boy Tonight? (1922)
- Unmarried Wives (1924)
- Black Lightning (1924)
- Capital Punishment (1925)
- Women and Gold (1925)
- The Mansion of Aching Hearts (1925)
- Jimmie's Millions (1925)
- The Bandit's Baby (1925)
- My Lady's Lips (1925)
- S.O.S. Perils of the Sea (1925)
- Steel Preferred (1925)
- The King of the Turf (1926)
- The Isle of Retribution (1926)
- Flaming Fury (1926)
- The Final Extra (1927)
- The Silent Avenger (1927)
- Mountains of Manhattan (1927)
- Finnegan's Ball (1927)
- The Broken Mask (1928)
- Top Sergeant Mulligan (1928)
- Hearts of Men (1928)
- Burning Bridges (1928)
- Code of the Air (1928)
- The Border Patrol (1928)
- The Sheriff's Secret (1931)
- The Seventh Commandment (1932)
- Paradise Valley (1934)
- Life Returns (1935)
- Desert Gold (1936)
- The Arizona Raiders (1936)
- The Accusing Finger (1936)
- Arizona Mahoney (1936)
- Bulldog Drummond Escapes (1937)
- The Last Train from Madrid (1937)
- Ebb Tide (1937)
- Scandal Street (1938)
- Bulldog Drummond's Peril (1938)
- The Texans (1938)
- Sons of the Legion (1938)
- Arrest Bulldog Drummond (1939)
- Bulldog Drummond's Secret Police (1939)
- Grand Jury Secrets (1939)
- Bulldog Drummond's Bride (1939)
- $1000 a Touchdown (1939)
- The Farmer's Daughter (1940)
- Queen of the Mob (1940)
- Texas Rangers Ride Again (1940)
- Ellery Queen's Penthouse Mystery (1941)
- Power Dive (1941)
- Ellery Queen and the Perfect Crime (1941)
- Ellery Queen and the Murder Ring (1941)
- A Close Call for Ellery Queen (1942)
- A Desperate Chance for Ellery Queen (1942)
- Enemy Agents Meet Ellery Queen (1942)
- No Place for a Lady (1943)
- The Strange Death of Adolf Hitler (1943)
- The Mad Ghoul (1943)